# District de Chitrakoot
Le district de Chitrakoot (en hindi : चित्रकूट जिला) est une division administrative de la division de Chitrakoot dans l'État de l'Uttar Pradesh, en Inde.

## Géographie
Le centre administratif du district est la ville de Chitrakoot. 
La superficie du district est de 3 216 km2 et la population était en 2011 de 991 730 habitants.